# Lebkouni
Lebkouni (v anglickém originále Alien Nation) je americký televizní sci-fi televizní seriál natočený podle stejnojmenného filmu o lidském policistovi a jeho mimozemském kolegovi, kteří společně řeší rozličné kriminální případy.

## Děj
Počátkem devadesátých let 20. století havarovala v poušti Mojave v jižní Kalifornii vesmírná loď z planety Tenkton. Ukázalo se, že se jedná o loď otrokářskou, na jejíž palubě se nacházelo asi 250 000 mimozemšťanů, z nichž pouhá hrstka byli dozorci, zbytek otroci. Loď byla natolik silně poškozena, že již nebyla schopna vzlétnout, a její osazenstvo požádalo americké úřady o povolení k pobytu. Tenktonézané, jimž lidé začali říkat Návštěvníci či slangově Lebkouni (kvůli jejich bezvlasým hlavám), se během pouhých pár let asimilovali do americké společnosti, přijali pozemská, anglicky znějící jména a stali se další z mnoha minorit obývajících americké velkoměsto Los Angeles.
Hlavními postavami příběhu jsou lidský policista Matthew Sikes a jeho nový lebkounský parťák George Francisco. Jako mnozí Pozemšťané má i Matt vůči mimozemšťanům zpočátku předsudky, zvlášť když jeho předchozí partner byl zabit během přestřelky s lebkounskými lupiči. Přesto se z něj a George stane dobrý tým a postupně se spřátelí.
V seriálu se často objevuje téma rasismu a diskriminace. Imigranti z Tenktonu jsou zde vystaveni problémům, kterým v dnešní americké společnosti čelí příslušníci různých minorit – ať už jsou to černoši, přistěhovalci z Latinské Ameriky či třeba homosexuálové.
Seriál byl produkován televizní stanicí Fox Network a má 23 epizod. Byla plánována ještě druhá série, jejímu vzniku však zabránily finanční problémy Foxu, kvůli nimž stanice tehdy zrušila natáčení všech svých dramatických sérií. O čtyři roky později bylo podle scénářů připravených pro druhou sérii natočeno pět televizních filmů, v nichž si své původní role reprízovali stejní herci, kteří je ztvárnili v seriálu.

## Obsazení
- detektiv Matthew Sikes - Gary Graham
- detektiv George Francisco - Eric Pierpoint
- Susan Franciscová, Georgeova žena - Michele Scarabelli
- Emily Franciscová, Georgeova dcera - Lauren Woodland
- Buck Francisco, Georgeův syn - Sean Six
- Cathy Frankelová, mimozemská lékařka, Mattova sousedka - Terri Treas
- Albert Einstein, mimozemský pomocník na policejní stanici - Jeff Marcus
- kapitán Bryon Grazer, nadřízený George a Matta - Ron Fassler
- Jill, kamarádka Emily - Molly Morgan
- strýček Moodri, Georgeův příbuzný, tenktonský Starší - James Greene

## Navazující filmy
- Lebkouni: Temná budoucnost (1994; Alien Nation: Dark Horizon)
- Lebkouni: Tělo a duše (1995; Alien Nation: Body and Soul)
- Lebkouni: Tisíciletí (1996; Alien Nation: Millenium)
- Lebkouni: Nedotknutelní (1996; Alien Nation: The Enemy Within)
- Lebkouni: Dědictví Udary (1997; Alien Nation: The Udara Legacy)

## Knihy
Po konci seriálu vydalo vydavatelství Pocket Books v letech 1993 - 1995 sérii knih na motivy seriálu. Některé z těchto knih byly napsány podle scénáře plánovaných dílů zrušené druhé série, které byly později zfilmovány.
- Alien Nation - Alan Dean Foster
- Alien Nation #1: Day of Descent - Judith a Garfield Reeves-Stevens
- Alien Nation #2: Dark Horizon - K. W. Jeter
- Alien Nation #3: Body and Soul - Peter David
- Alien Nation #4: The Change - Barry B. Longyear
- Alien Nation #5: Slag Like Me - Barry B. Longyear
- Alien Nation #6: Passing Fancy - David Spencer
- Alien Nation #7: Extreme Prejudice - L.A. Graf
- Alien Nation #8: Cross of Blood - K.W. Jeter